# 3,5,5-trimethylhexaanzuur
3,5,5-trimethylhexaanzuur of isononaanzuur is een vertakt vetzuur met negen koolstofatomen en als brutoformule C9H18O2. De zuivere stof komt voor als een kleurloze, viskeuze vloeistof met een typerende geur, die slecht oplosbaar is in water.

## Synthese
3,5,5-trimethylhexaanzuur wordt industrieel geproduceerd door hydroformylering van β-di-isobutyleen, gevolgd door oxidatie van het gevormde aldehyde (3,5,5-trimethylhexanal).
Het commerciële product is een isomerenmengsel dat voor ten minste 88% bestaat uit 3,5,5-trimethylhexaanzuur. Tijdens de hydroformylering ontstaan namelijk ook de isomeren 3,4,4- en 3,4,5-trimethylhexanal, samen met nog andere aldehyden in kleine hoeveelheden.

## Toepassingen
Esters van 3,5,5-trimethylhexaanzuur vinden toepassing in cosmetische producten voor huidverzorging en in parfumsamenstellingen.
De vinylester van de stof kan in copolymerisatiereacties gebruikt worden.
De ester van 3,5,5-trimethylhexaanzuur met 2,2-dimethyl-1,3-propaandiol (neopentylglycol) wordt in koudemiddelen gebruikt.
Het zuurchloride 3,5,5-trimethylhexanoylchloride wordt gebruikt voor de productie van organische peroxiden, waaronder 3,5,5-trimethylhexanoylperoxide (door reactie met waterstofperoxide), die als initiator van polymerisatiereacties kunnen dienen. Ook is het een grondstof voor 3,5,5-trimethylhexanoylferroceen dat gebruikt werd in de geneeskunde voor de behandeling van ijzerdeficiëntie (sideropenie).

## Toxicologie en veiligheid
3,5,5-trimethylhexaanzuur werkt irriterend op de ogen, huid en luchtwegen. De damp is irriterend voor de bovenste luchtwegen.